# Neil Gaiman
Neil Richard MacKinnon Gaiman (/ˈɡeɪmən/; tên khai sinh: Neil Richard Gaiman, sinh ngày 10 tháng 11 năm 1960) là một tiểu thuyết gia, nhà văn viết truyện ngắn, tác gia truyện tranh, nhà biên kịch người Anh. Những tác phẩm đáng chú ý của ông bao gồm loạt truyện tranh The Sandman và các tiểu thuyết Bụi sao, Những vị thần nước Mỹ, Coraline, và Câu chuyện nghĩa địa. Ông đã giành được rất nhiều giải thưởng, trong đó có Hugo, Nebula, và Bram Stoker, cũng như các huy chương Newbery và Carnegie. Ông là tác giả đầu tiên giành được huy chương Newbery và Carnegie cho cùng một tác phẩm, The Graveyard Book (2008). Năm 2013, Đại dương cuối đường làng đã được bầu chọn là Cuốn sách của Năm trong Giải Sách Quốc gia Anh.

## Đầu đời và học vấn
Gia đình Neil Gaiman là người Ba Lan gốc Do Thái và những người gốc Do Thái Đông Âu khác, ông nội của ông đã di cư từ Antwerp, Bỉ sang Anh trước năm 1914  và ông nội cuối cùng định cư ở phía nam nước Anh ở Hampshire thành phố Portsmouth và thành lập một chuỗi cửa hàng tạp hóa. Cha của ông, David Bernard Gaiman, làm việc trong cùng một chuỗi cửa hàng, mẹ ông, Sheila Gaiman (nhũ danh Goldman), là một dược sĩ. Anh có hai chị em gái, Claire và Lizzy. Sau khi sống ở Portchester, Hampshire, Neil sinh năm 1960, Gaimans chuyển đến thị trấn East Sussex (East Grinstead) năm 1965, nơi cha mẹ ông học Dianetics tại trung tâm Scientology ở thị trấn; một trong những chị em của Gaiman làm việc cho Nhà thờ Scientology ở Los Angeles. Chị gái khác là Lizzy Calcioli đã nói: "Hầu hết các hoạt động xã hội của chúng tôi đều liên quan đến Scientology hoặc gia đình Do Thái của chúng ta, sẽ rất khó hiểu khi mọi người hỏi tôn giáo của tôi khi còn là một đứa trẻ. Nhà khoa học người Do Thái "Gaiman nói rằng ông không phải là nhà Scientologist, và giống như Do Thái giáo, Scientology là tôn giáo của gia đình ông. Về quan điểm cá nhân của mình, Gaiman đã nói, "Tôi nghĩ chúng ta có thể nói rằng Thiên Chúa tồn tại trong vũ trụ DC, tôi sẽ không đứng dậy và đánh trống cho sự tồn tại của Thiên Chúa trong vũ trụ này. Tôi không biết, tôi nghĩ có có lẽ là một cơ hội 50/50, điều đó không thành vấn đề với tôi. "